# Hermann Baumann
Hermann Baumann (Hamburgo, Alemania nazi, 1 de agosto de 1934-29 de diciembre de 2023) fue un virtuoso intérprete de trompa, maestro y compositor alemán. 

## Biografía
Después de comenzar su carrera musical como cantante y jazzista (con la percusión), cambió a la trompa a los diecisiete años. Baumann estudió con el eminente maestro y solista Fritz Huth en la Hochschule für Musik und Theater Hamburg. Al concluir sus estudios fue la primera trompa en varias orquestas durante doce años. Su carrera como solista comenzó luego de ganar la prestigiosa competencia de la ARD en Múnich en 1964. Desde entonces, Baumann tocó en muchos solos y álbumes de cámara. 
Baumann tocó varios tipos de trompas, incluyendo el antiguo barroco corno da caccia. También dio clases regularmente en varias clases maestrales para trompas alrededor del mundo.